# Orland (Indiana)
Orland es un pueblo ubicado en el condado de Steuben en el estado estadounidense de Indiana. En el Censo de 2010 tenía una población de 434 habitantes y una densidad poblacional de 252,74 personas por km².

## Geografía
Orland se encuentra ubicado en las coordenadas 41°43′50″N 85°10′21″O / 41.73056, -85.17250. Según la Oficina del Censo de los Estados Unidos, Orland tiene una superficie total de 1.72 km², de la cual 1.72 km² corresponden a tierra firme y (0%) 0 km² es agua.

## Demografía
Según el censo de 2010, había 434 personas residiendo en Orland. La densidad de población era de 252,74 hab./km². De los 434 habitantes, Orland estaba compuesto por el 96.31% blancos, el 1.15% eran afroamericanos, el 0% eran amerindios, el 0% eran asiáticos, el 0% eran isleños del Pacífico, el 1.61% eran de otras razas y el 0.92% pertenecían a dos o más razas. Del total de la población el 8.99% eran hispanos o latinos de cualquier raza.